# Liga Națională de baschet masculin 2019-2020
Liga Națională de baschet masculin 2019-2020 a fost cea de a 69-a ediție a primului eșalon valoric al campionatului național de baschet masculin românesc. Competiția organizată de Federația Română de Baschet (FRB), a început pe 11 octombrie 2019 și era prevăzută a se încheia în 2-10 iunie 2020. La data de 12 martie 2020, FRB a anunțat suspendarea tuturor meciurilor din Liga Națională de baschet masculin până la 31 martie 2020, în vederea prevenirii extinderii pandemiei de COVID-19.
La data de 19 mai 2020, Consiliul Director al FRB a votat în unanimitate încetarea sezonului competițional 2019-2020 constatând imposibilitatea continuării LNBM, din cauza pandemiei de COVID-19. 

## Sistemul competițional
Conform deciziei Consiliului Director al FRB din 28 mai 2019, Liga Națională de baschet masculin sezonul 2019-2020 a avut următoarea desfășurare:
- LNBM se desfășoară cu 16 echipe (primele 16 locuri din clasamentul LNBM 2018-2019), care sunt repartizate în 2 grupe de câte 8 echipe.
  - în grupa A sunt primele 8 echipe din LNBM, în grupa B sunt echipele clasate pe locurile 9-16 din LNBM; echipele din grupa 17-21 vor avea dreptul să se înscrie în Liga 1 împreună cu alte echipe doritoare sau echipe satelit. 
    - Faza 1 - Fiecare echipă din fiecare grupă va juca cu fiecare echipă din grupa sa, meciuri tur-retur (14 jocuri)
    - Faza a 2-a - la finalul celor 14 etape, în urma clasamentului, se formează 2 grupe de câte 6 echipe și o grupă de 4 echipe, astfel: grupa „roșie” - locurile 1-6 din grupa A; grupa „galbenă” - locurile 7-8 din grupa A + locurile 1-4 din grupa B; grupa „albastră” - locurile 5-8 din grupa B; fiecare echipă din fiecare grupă va juca cu fiecare echipă din grupa sa, meciuri tur-retur (10 jocuri)
    - Faza a 3-a - La finalul fazei a doua (10 etape), în urma clasamentului, echipele din grupa „roșie“ + primele două echipe din grupa „galbenă“ vor forma o nouă grupă de 8 echipe, care vor juca în sistem play-off, unde se vor juca trei tururi: sferturi de finală (sistemul cel mai bun din 5 meciuri), semifinale (sistemul cel mai bun din 5 meciuri) și finala (sistemul cel mai bun din 5 meciuri). Locurile 5-8 vor juca tururi de 2/3 jocuri. Locurile 9-16 vor juca 3 tururi de 2/3 jocuri, iar echipele de pe locurile 15-16 vor juca la începutul sezonului 2020-2021 un baraj cu primele 2 locuri din Liga 1, pentru a stabili echipele care vor intra pe locurile 15-16 în sezonul următor.

### Tragerea la sorți
Tragerea la sorți și stabilirea echipelor în cele 2 grupe a avut loc la 29 iulie, la Oradea, în timpul Campionatului European masculin U18.

## Clasamente grupe - sezon regulat

### Clasament Grupa A
| Poz. | Echipa                        | J  | V  | Î  | P  | PM   | PP   | DC   | MPM  | MPP  | Calificare în |
| ---- | ----------------------------- | -- | -- | -- | -- | ---- | ---- | ---- | ---- | ---- | ------------- |
| 1    | CSM CSU Oradea                | 14 | 12 | 2  | 26 | 1195 | 993  | +202 | 85,4 | 70,9 | Grupa Roșie   |
| 2    | U-BT Cluj-Napoca              | 14 | 12 | 2  | 26 | 1234 | 1107 | +127 | 88,1 | 79,1 | Grupa Roșie   |
| 3    | BC CSU Sibiu                  | 14 | 9  | 5  | 23 | 1085 | 1097 | -12  | 77,5 | 78,4 | Grupa Roșie   |
| 4    | Steaua CSM Eximbank București | 14 | 6  | 8  | 20 | 1134 | 1195 | -61  | 81,0 | 85,4 | Grupa Roșie   |
| 5    | Dinamo Știința București      | 14 | 5  | 9  | 19 | 1150 | 1175 | -25  | 82,1 | 83,9 | Grupa Roșie   |
| 6    | SCM Timișoara                 | 14 | 5  | 9  | 19 | 1118 | 1186 | -68  | 79,9 | 84,7 | Grupa Roșie   |
| 7    | SCMU Craiova                  | 14 | 5  | 9  | 19 | 1082 | 1133 | -51  | 77,3 | 80,9 | Grupa Galbenă |
| 8    | BCMU FC Arges Pitești         | 14 | 2  | 12 | 16 | 1095 | 1207 | -112 | 78,2 | 86,2 | Grupa Galbenă |

Legendă:
J = meciuri jucate;
V = victorii;
Î = înfrângeri;
P = puncte;
PM = puncte marcate;
PP = puncte primite;
DC = diferență coșaveraj;
MPM = media punctelor marcate/meci;
MPP = media punctelor primite/meci

### Clasament Grupa B
| Poz. | Echipa                             | J  | V  | Î  | P  | PM   | PP   | DC   | MPM  | MPP  | Calificare în  |
| ---- | ---------------------------------- | -- | -- | -- | -- | ---- | ---- | ---- | ---- | ---- | -------------- |
| 1    | CSO Voluntari                      | 14 | 13 | 1  | 27 | 1268 | 1015 | +253 | 90,6 | 72,5 | Grupa Galbenă  |
| 2    | CS Municipal Mediaș                | 14 | 11 | 3  | 25 | 1217 | 1075 | +142 | 86,9 | 76,8 | Grupa Galbenă  |
| 3    | CSM Galati                         | 14 | 11 | 3  | 25 | 1237 | 1050 | +187 | 88,4 | 75,0 | Grupa Galbenă  |
| 4    | CSM 2007 Focșani                   | 14 | 6  | 8  | 19 | 973  | 998  | -25  | 69,5 | 71,3 | Grupa Galbenă  |
| 5    | ABC Athletic Constanța             | 14 | 5  | 9  | 19 | 962  | 1019 | -57  | 68,7 | 72,8 | Grupa Albastră |
| 6    | CSM Târgu Jiu                      | 14 | 4  | 10 | 18 | 1053 | 1155 | -102 | 75,2 | 82,5 | Grupa Albastră |
| 7    | CSM VSK Csikszereda Miercurea Ciuc | 14 | 3  | 11 | 17 | 998  | 1163 | -165 | 71,3 | 83,1 | Grupa Albastră |
| 8    | CSM Sighetu Marmației              | 14 | 3  | 11 | 17 | 954  | 925  | -233 | 68,1 | 84,8 | Grupa Albastră |

Legendă:
J = meciuri jucate;
V = victorii;
Î = înfrângeri;
P = puncte;
PM = puncte marcate;
PP = puncte primite;
DC = diferență coșaveraj;
MPM = media punctelor marcate/meci;
MPP = media punctelor primite/meci

## Rezultate sezonul regulat - Faza I

### Rezultate sezonul regulat - Grupa A

#### Etapa I
| 12 octombrie 2019 19:00 |

| Boxscore |

| Steaua CSM Eximbank București                       | 85–83 | CSM CSU Oradea                                                  |
| Scorul pe sferturi: 28-16, 15-26, 20-21, 22-20      |       |                                                                 |
| Pt: Harrell Jr 25 Rec: Clanton 11 Pase: Jovanović 5 |       | Pt: Zeković 26 Rec: Zeković, Marković 5 Pase: Richard, Watson 3 |

| 12 octombrie 2019 18:45 |

| Boxscore |

| CS SCM Timișoara                                             | 71–84 | BCMU FC Arges Pitești                                      |
| Scorul pe sferturi: 18-27, 6-22, 19-15, 28-20                |       |                                                            |
| Pt: Mirković 18 Rec: Gorgemans 9 Pase: Pesaković, Franklin 4 |       | Pt: Searcy 25 Rec: Searcy 10 Pase: Tasić, Washington III 3 |

| 13 octombrie 2019 18:00 |

| Boxscore |

| SCMU Craiova                                  | 75–74 | BC CSU Sibiu                                  |
| Scorul pe sferturi: 23-19, 17-23, 17-9, 18-23 |       |                                               |
| Pt: Troupe 17 Rec: Pratt 9 Pase: Pratt 6      |       | Pt: Philmore 22 Rec: Falker 12 Pase: Jordan 5 |

| 14 octombrie 2019 17:30 |

| Boxscore |

| Dinamo Știința București                                       | 90–100 | U-BT Cluj-Napoca                                    |
| Scorul pe sferturi: 31-26, 22-27, 19-23, 18-24                 |        |                                                     |
| Pt: Milutinović 23 Rec: Masters, Milutinović 5 Pase: Masters 4 |        | Pt: Richard II 24 Rec: Tarolis 9 Pase: Richard II 7 |

#### Etapa a II-a
| 18 octombrie 2019 17:15 |

| Boxscore |

| BCMU FC Arges Pitești                                         | 83–85 (OT) | U-BT Cluj-Napoca                                 |
| Scorul pe sferturi: 15-20, 17-22, 31-18, 16-19, Overtime: 4-6 |            |                                                  |
| Pt: Gajović 18 Rec: Gajović 8 Pase: Washington III 6          |            | Pt: Planinić 16 Rec: Planinić 12 Pase: Johnson 6 |

| 18 octombrie 2019 19:00 |

| Boxscore |

| BC CSU Sibiu                                           | 84–80 | Steaua CSM Eximbank București                      |
| Scorul pe sferturi: 22-23, 22-23, 15-18, 25-16         |       |                                                    |
| Pt: Stewart 18 Rec: Williams, Falker 11 Pase: Jordan 7 |       | Pt: Spasojević 24 Rec: Clanton 14 Pase: Vragović 6 |

| 18 octombrie 2019 19:45 |

| Boxscore |

| CSM CSU Oradea                                            | 94–74 | Dinamo Știința București                                |
| Scorul pe sferturi: 25-23, 27-14, 27-19, 15-18            |       |                                                         |
| Pt: Marković 21 Rec: Zeković, Richard 9 Pase: Broussard 8 |       | Pt: Milutinović 19 Rec: Barro 8 Pase: Masters, Gugino 3 |

| 21 octombrie 2019 18:30 |

| Boxscore |

| CS SCM Timișoara                                | 84–73 | SCMU Craiova                                     |
| Scorul pe sferturi: 22-13, 26-14, 12-24, 24-22  |       |                                                  |
| Pt: Brown 18 Rec: Gorgemans 6 Pase: Pesaković 7 |       | Pt: Pratt 17 Rec: Pratt 9 Pase: patru jucători 4 |

#### Etapa a III-a
| 26 octombrie 2019 18:30 |

| Boxscore |

| U-BT Cluj-Napoca                                  | 89–82 | CSM CSU Oradea                                |
| Scorul pe sferturi: 26-17, 22-17, 20-23, 21-25    |       |                                               |
| Pt: Richard II 20 Rec: Planinić 9 Pase: Johnson 6 |       | Pt: Richard 23 Rec: Barnette 8 Pase: Watson 4 |

| 26 octombrie 2019 20:15 |

| Boxscore |

| Dinamo Știința București                       | 75–82 | BC CSU Sibiu                                 |
| Scorul pe sferturi: 22-29, 11-16, 17-18, 25-19 |       |                                              |
| Pt: Jeremić 21 Rec: Barro 6 Pase: Badiu 6      |       | Pt: Stewart 23 Rec: Falker 18 Pase: Jordan 9 |

| 27 octombrie 2019 19:30 |

| Boxscore |

| SCMU Craiova                                   | 80–76 | BCMU FC Arges Pitești                                    |
| Scorul pe sferturi: 21-20, 11-18, 24-22, 24-16 |       |                                                          |
| Pt: Pratt 16 Rec: Pratt 5 Pase: Pratt 7        |       | Pt: Tasić 18 Rec: Tasić 12 Pase: Tasić, Washington III 3 |

| 28 octombrie 2019 18:00 |

| Boxscore |

| Steaua CSM Eximbank București                             | 81–83 | CS SCM Timișoara                                     |
| Scorul pe sferturi: 25 - 18, 24 - 21, 12 - 17, 20 - 27    |       |                                                      |
| Pt: Vragović 22 Rec: Spasojević, Virna 4 Pase: Vragović 5 |       | Pt: Franklin Jr 19 Rec: Komatina 8 Pase: Pesaković 7 |

#### Etapa a IV-a
| 1 noiembrie 2019 18:30 |

| Boxscore |

| U-BT Cluj-Napoca                               | 92–64 | BC CSU Sibiu                                          |
| Scorul pe sferturi: 18-12, 25-21, 26-10, 23-21 |       |                                                       |
| Pt: Tarolis 18 Rec: Tarolis 8 Pase: Johnson 7  |       | Pt: Philmore 16 Rec: Torok, Williams 6 Pase: Jordan 7 |

| 2 noiembrie 2019 20:00 |

| Boxscore |

| BCMU FC Arges Pitești                          | 71–83 | CSM CSU Oradea                                  |
| Scorul pe sferturi: 19-14, 15-24, 18-24, 19-21 |       |                                                 |
| Pt: Gajović 17 Rec: Tasić 8 Pase: Gajović 4    |       | Pt: Broussard 16 Rec: Valeika 10 Pase: Watson 6 |

| 3 noiembrie 2019 2019 19:00 |

| Boxscore |

| SCMU Craiova                                   | 83–77 | Steaua CSM Eximbank București                           |
| Scorul pe sferturi: 25-17, 22-22, 17-22, 19-16 |       |                                                         |
| Pt: Mulumba 25 Rec: Pratt 12 Pase: Pratt 7     |       | Pt: Spasojević 19 Rec: Clanton 12 Pase: trei jucători 4 |

| 4 noiembrie 2019 18:00 |

| Boxscore |

| CS SCM Timișoara                                        | 64–81 | Dinamo Știința București                    |
| Scorul pe sferturi: 16-20, 13-23, 24-17, 11-21          |       |                                             |
| Pt: Pesaković 23 Rec: Gorgemans 9 Pase: trei jucători 3 |       | Pt: Jeremić 20 Rec: Barro 9 Pase: Masters 6 |

#### Etapa a V-a
| 8 noiembrie 2019 19:00 |

| Boxscore |

| Steaua CSM Eximbank București                    | 94–81 | BCMU FC Arges Pitești                                        |
| Scorul pe sferturi: 26-17, 20-14, 23-23, 25-27   |       |                                                              |
| Pt: Clanton 25 Rec: Clanton 17 Pase: Jovanović 5 |       | Pt: Searcy 20 Rec: Searcy 13 Pase: Avramov, Washington III 4 |

| 9 noiembrie 2019 20:00 |

| Boxscore |

| U-BT Cluj-Napoca                                     | 79–70 | CS SCM Timișoara                                              |
| Scorul pe sferturi: 22-9, 15-23, 16-19, 26-19        |       |                                                               |
| Pt: Richard II 15 Rec: Zganeć, Ate 7 Pase: Johnson 7 |       | Pt: Franklin Jr 22 Rec: Brown 6 Pase: Dragoste, Franklin Jr 3 |

| 10 noiembrie 2019 19:00 |

| Boxscore |

| CSM CSU Oradea                                      | 85–73 | BC CSU Sibiu                                          |
| Scorul pe sferturi: 20-17, 23-19, 20-19, 22-18      |       |                                                       |
| Pt: Richard 18 Rec: Valeika 6 Pase: trei jucători 4 |       | Pt: Falker, Philmore 18 Rec: Falker 12 Pase: Jordan 9 |

| 11 noiembrie 2019 19:00 |

| Boxscore |

| Dinamo Știința București                              | 80–73 | SCMU Craiova                            |
| Scorul pe sferturi: 27-12, 17-17, 13-28, 23-16        |       |                                         |
| Pt: Milutinović 30 Rec: Barro 8 Pase: trei jucători 4 |       | Pt: Laser 18 Rec: Pratt 8 Pase: Pratt 9 |

#### Etapa a VI-a
| 16 noiembrie 2019 17:00 |

| Boxscore |

| BCMU FC Arges Pitești                         | 59–77 | BC CSU Sibiu                                    |
| Scorul pe sferturi: 12-23, 26-10, 12-28, 9-16 |       |                                                 |
| Pt: Tasić 12 Rec: Gajović 8 Pase: Gheorghe 5  |       | Pt: Williams 20 Rec: Williams 12 Pase: Jordan 7 |

| 16 noiembrie 2019 18:45 |

| Boxscore |

| CS SCM Timișoara                                        | 86–94 | CSM CSU Oradea                                 |
| Scorul pe sferturi: 22-9, 15-23, 16-19, 26-19           |       |                                                |
| Pt: Franklin Jr 30 Rec: Gorgemans 6 Pase: Franklin Jr 9 |       | Pt: Zeković 28 Rec: Barnette 8 Pase: Richard 7 |

| 18 noiembrie 2019 19:00 |

| Boxscore |

| Steaua CSM Eximbank București                      | 101–97 | Dinamo Știința București                  |
| Scorul pe sferturi: 26-21, 24-21, 22-25, 29-30     |        |                                           |
| Pt: Spasojević 23 Rec: Clanton 14 Pase: Clanton 10 |        | Pt: Barro 18 Rec: Barro 9 Pase: Masters 6 |

| 18 noiembrie 2019 19:00 |

| Boxscore |

| SCMU Craiova                                   | 74–81 | U-BT Cluj-Napoca                                |
| Scorul pe sferturi: 20-26, 24-15, 19-25, 11-15 |       |                                                 |
| Pt: Mulumba 23 Rec: Mulumba 6 Pase: Pratt 5    |       | Pt: Richard II 24 Rec: Zganeć 8 Pase: Johnson 6 |

#### Etapa a VII-a
| 22 noiembrie 2019 19:00 |

| Boxscore |

| Dinamo Știința București                       | 86–72 | BCMU FC Arges Pitești                           |
| Scorul pe sferturi: 26-18, 28-19, 19-15, 13-20 |       |                                                 |
| Pt: Jeremić 18 Rec: Barro 8 Pase: Masters 8    |       | Pt: Tasić 22 Rec: Searcy 7 Pase: [Goran Gajović |

| 23 noiembrie 2019 17:00 |

| Boxscore |

| Steaua CSM Eximbank București                     | 64–88 | U-BT Cluj-Napoca                                  |
| Scorul pe sferturi: 16-21, 17-25, 14-23, 17-29    |       |                                                   |
| Pt: Davis II 13 Rec: Clanton 6 Pase: Harrell Jr 4 |       | Pt: Johnson 19 Rec: Planinić 8 Pase: Richard II 4 |

| 23 noiembrie 2019 18:00 |

| Boxscore |

| BC CSU Sibiu                                                    | 100–96 (OT) | CS SCM Timișoara                                      |
| Scorul pe sferturi: 31-20, 21-28, 15-19, 17-17, Overtime: 16-12 |             |                                                       |
| Pt: Philmore 26 Rec: Falker 14 Pase: Jordan 13                  |             | Pt: Franklin Jr 21 Rec: Komatina 10 Pase: Pesaković 6 |

| 23 noiembrie 2019 19:00 |

| Boxscore |

| CSM CSU Oradea                                 | 70–61 | SCMU Craiova                                    |
| Scorul pe sferturi: 22-23, 12-19, 19-10, 17-9  |       |                                                 |
| Pt: Watson 24 Rec: Valeika 12 Pase: Marković 4 |       | Pt: Diculescu 16 Rec: Diculescu 8 Pase: Pratt 5 |

#### Etapa a VIII-a
| 30 noiembrie 2019 19:00 |

| Boxscore |

| U-BT Cluj-Napoca                                                    | 101–90 | Dinamo Știința București                           |
| Scorul pe sferturi: 27-17, 22-23, 25-25, 27-25                      |        |                                                    |
| Pt: Planinić 22 Rec: Planinić, Zganec 5 Pase: Johnson, Richard II 7 |        | Pt: Masters 23 Rec: Barro 5 Pase: Badiu, Masters 5 |

| 30 noiembrie 2019 20:30 |

| Boxscore |

| BCMU FC Arges Pitești                                | 96–99 | CS SCM Timișoara                                     |
| Scorul pe sferturi: 25-26, 30-27, 18-19, 23-27       |       |                                                      |
| Pt: Searcy 20 Rec: Gajović 11 Pase: Tasić, Măciucă 5 |       | Pt: Franklin Jr 33 Rec: Brown 10 Pase: Franklin Jr 9 |

| 2 decembrie 2019 19:00 |

| Boxscore |

| CSM CSU Oradea                                       | 94–71 | Steaua CSM Eximbank București                     |
| Scorul pe sferturi: 24-18, 23-18, 24-15, 23-20       |       |                                                   |
| Pt: Zeković 21 Rec: Barnette 6 Pase: trei jucători 4 |       | Pt: Jovanović 22 Rec: Clanton 7 Pase: Jovanović 4 |

| 4 decembrie 2019 19:00 |

| Boxscore |

| BC CSU Sibiu                                                | 72–60 (OT) | SCMU Craiova                                                        |
| Scorul pe sferturi: 18-16, 16-10, 21-19, 17-15, Overtime: - |            |                                                                     |
| Pt: Chatman 18 Rec: Falker, Williams 11 Pase: Jordan 6      |            | Pt: Pratt 14 Rec: [[[Monyea Durrell Pratt\|Pratt]] 9 Pase: Troupe 4 |

#### Etapa a IX-a
| 4 decembrie 2019 19:00 |

| Boxscore |

| U-BT Cluj-Napoca                                              | 89–80 | BCMU FC Arges Pitești                        |
| Scorul pe sferturi: 20-15, 17-22, 26-16, 26-27                |       |                                              |
| Pt: Richard II 28 Rec: Planinić 7 Pase: Johnson, Richard II 6 |       | Pt: Searcy 24 Rec: Gajović 9 Pase: Gajović 6 |

| 7 decembrie 2019 17:00 |

| Boxscore |

| Dinamo Știința București                       | 62–78 | CSM CSU Oradea                                 |
| Scorul pe sferturi: 19-15, 15-21, 10-21, 18-21 |       |                                                |
| Pt: Masters 13 Rec: Barro 11 Pase: Masters 4   |       | Pt: Watson 18 Rec: Broussard 8 Pase: Richard 5 |

| 8 decembrie 2019 19:00 |

| Boxscore |

| SCMU Craiova                                   | 69–84 | CS SCM Timișoara                               |
| Scorul pe sferturi: 23-24, 14-24, 13-24, 19-12 |       |                                                |
| Pt: Mulumba 18 Rec: Pratt 7 Pase: Laser 6      |       | Pt: Brown 24 Rec: Brown 11 Pase: Franklin Jr 5 |

| 8 decembrie 2019 17:15 |

| Boxscore |

| Steaua CSM Eximbank București                                | 72–74 | BC CSU Sibiu                                           |
| Scorul pe sferturi: 22-21, 18-21, 23-17, 9-15                |       |                                                        |
| Pt: Jovanović 22 Rec: Vragović, Clanton 10 Pase: Jovanović 7 |       | Pt: Philmore 16 Rec: Falker, Williams 9 Pase: Jordan 8 |

#### Etapa a X-a
| 13 decembrie 2019 19:00 |

| Boxscore |

| CS SCM Timișoara                                   | 84–79 | Steaua CSM Eximbank București                  |
| Scorul pe sferturi: 22-20, 17-20, 23-21, 22-18     |       |                                                |
| Pt: Brown 25 Rec: Gorgemans 8 Pase: Franklin Jr 12 |       | Pt: Spasojević 18 Rec: Clanton 9 Pase: Vîrna 5 |

| 14 decembrie 2019 18:30 |

| Boxscore |

| BC CSU Sibiu                                                    | 89–88 (OT) | Dinamo Știința București                      |
| Scorul pe sferturi: 12-21, 21-21, 19-14, 24-20, Overtime: 13-12 |            |                                               |
| Pt: Philmore 22 Rec: Williams 9 Pase: Jordan 6                  |            | Pt: Masters 20 Rec: Jeremić 8 Pase: Masters 3 |

| 14 decembrie 2019 20:30 |

| Boxscore |

| CSM CSU Oradea                                  | 82–74 | U-BT Cluj-Napoca                                        |
| Scorul pe sferturi: 26-20, 16-17, 19-18, 21-19  |       |                                                         |
| Pt: Richard 18 Rec: Broussard 7 Pase: Richard 5 |       | Pt: Richard II 20 Rec: Planinić 7 Pase: trei jucători 4 |

| 16 decembrie 2019 18:30 |

| Boxscore |

| BCMU FC Arges Pitești                          | 91–90 | SCMU Craiova                              |
| Scorul pe sferturi: 25-32, 22-16, 23-15, 21-27 |       |                                           |
| Pt: Gajović 18 Rec: Searcy 10 Pase: Tasić 6    |       | Pt: Troupe 27 Rec: Pratt 12 Pase: Laser 6 |

#### Etapa a XI-a
| 20 decembrie 2019 17:45 |

| Boxscore |

| Dinamo Știința București                        | 84–76 | CS SCM Timișoara                                    |
| Scorul pe sferturi: 24-25, 23-19, 20-21, 17-11  |       |                                                     |
| Pt: Milutinović 20 Rec: Barro 9 Pase: Masters 5 |       | Pt: Franklin Jr 17 Rec: Popa 11 Pase: Franklin Jr 8 |

| 21 decembrie 2019 20:00 |

| Boxscore |

| BC CSU Sibiu                                       | 71–77 | U-BT Cluj-Napoca                                 |
| Scorul pe sferturi: 20-13, 22-28, 17-16, 12-20     |       |                                                  |
| Pt: Falker 22 Rec: Falker 10 Pase: trei jucători 3 |       | Pt: Richard II 19 Rec: Planinić 5 Pase: Zganec 4 |

| 22 decembrie 2019 19:00 |

| Boxscore |

| CSM CSU Oradea                                 | 100–64 | BCMU FC Arges Pitești                                |
| Scorul pe sferturi: 24-16, 30-13, 25-14, 21-21 |        |                                                      |
| Pt: Richard 20 Rec: Baciu 7 Pase: Watson 6     |        | Pt: Tasić 17 Rec: Gajović 8 Pase: Gajović, Măciucă 3 |

| 23 decembrie 2019 19:00 |

| Boxscore |

| Steaua CSM Eximbank București                     | 93–90 | SCMU Craiova                              |
| Scorul pe sferturi: 19-12, 24-28, 12-21, 38-29    |       |                                           |
| Pt: Vragović 31 Rec: Clanton 18 Pase: Jovanović 7 |       | Pt: Troupe 25 Rec: Troupe 8 Pase: Laser 5 |

#### Etapa a XII-a
| 4 ianuarie 2020 17:00 |

| Boxscore |

| CS SCM Timișoara                                    | 89–92 | U-BT Cluj-Napoca                                  |
| Scorul pe sferturi: 30-18, 23-25, 12-25, 24-24      |       |                                                   |
| Pt: Franklin Jr 23 Rec: Brown 9 Pase: Franklin Jr 6 |       | Pt: Tarolis 25 Rec: Richard II 10 Pase: Johnson 7 |

| 4 ianuarie 2020 19:00 |

| Boxscore |

| BC CSU Sibiu                                          | 63–85 | CSM CSU Oradea                                                 |
| Scorul pe sferturi: 18-23, 16-21, 14-18, 15-23        |       |                                                                |
| Pt: Williams 18 Rec: Falker 8 Pase: Tohătan, Jordan 4 |       | Pt: Richard 17 Rec: trei jucători 7 Pase: Richard, Broussard 4 |

| 5 ianuarie 2020 19:00 |

| Boxscore |

| SCMU Craiova                                   | 92–88 | Dinamo Știința București                     |
| Scorul pe sferturi: 31-20, 19-26, 18-23, 24-19 |       |                                              |
| Pt: Laser 23 Rec: Pratt 5 Pase: Troupe 7       |       | Pt: Jeremić 24 Rec: Barro 11 Pase: Jeremić 5 |

| 5 ianuarie 2020 18:00 |

| Boxscore |

| BCMU FC Arges Pitești                                 | 85–90 | Steaua CSM Eximbank București                    |
| Scorul pe sferturi: 15-31, 25-22, 26-21, 19-16        |       |                                                  |
| Pt: Rundles, Searcy 21 Rec: Searcy 10 Pase: Gajović 6 |       | Pt: Vragović 25 Rec: Clanton 10 Pase: Vragović 5 |

#### Etapa a XIII-a
| 11 ianuarie 2020 16:45 |

| Boxscore |

| BC CSU Sibiu                                          | 78–73 | BCMU FC Arges Pitești                                         |
| Scorul pe sferturi: 24-26, 20-13, 17-15, 17-19        |       |                                                               |
| Pt: Stewart 18 Rec: Falker, Jordan 6 Pase: Williams 5 |       | Pt: Rundles 20 Rec: Fraseniuc, Tasić 6 Pase: Rundles, Tasić 4 |

| 11 ianuarie 2020 19:00 |

| Boxscore |

| CSM CSU Oradea                                  | 90–52 | CS SCM Timișoara                                                     |
| Scorul pe sferturi: 27-15, 16-13, 27-13, 20-11  |       |                                                                      |
| Pt: Barnette 16 Rec: Broussard 8 Pase: Watson 6 |       | Pt: Pesaković 10 Rec: trei jucători 4 Pase: Pesaković, Franklin Jr 4 |

| 11 ianuarie 2020 19:00 |

| Boxscore |

| U-BT Cluj-Napoca                               | 88–94 | SCMU Craiova                            |
| Scorul pe sferturi: 22-23, 26-26, 20-11, 20-34 |       |                                         |
| Pt: Tarolis 27 Rec: Tarolis 15 Pase: Tarolis 5 |       | Pt: Pratt 19 Rec: Pratt 8 Pase: Pratt 8 |

| 12 ianuarie 2020 20:00 |

| Boxscore |

| Dinamo Știința București                       | 70–73 | Steaua CSM Eximbank București                    |
| Scorul pe sferturi: 18-23, 19-16, 15-17, 18-17 |       |                                                  |
| Pt: Jeremić 21 Rec: Barro 8 Pase: Masters 6    |       | Pt: Vragović 18 Rec: Clanton 14 Pase: Vragović 5 |

#### Etapa a XIV-a
| 18 ianuarie 2020 19:00 |

| Boxscore |

| CS SCM Timișoara                               | 80–84 | BC CSU Sibiu                                       |
| Scorul pe sferturi: 24-26, 20-13, 17-15, 17-19 |       |                                                    |
| Pt: Franklin Jr 27 Rec: Brown 11 Pase: Brown 6 |       | Pt: Stewart 23 Rec: Torok 8 Pase: patru jucători 3 |

| 18 ianuarie 2020 19:00 |

| Boxscore |

| U-BT Cluj-Napoca                                         | 99–74 | Steaua CSM Eximbank București                           |
| Scorul pe sferturi: 24-14, 26-24, 25-22, 24-14           |       |                                                         |
| Pt: Planinić 23 Rec: Grasu 8 Pase: Johnson, Richard II 6 |       | Pt: Spasojević 14 Rec: trei jucători 6 Pase: Vragović 6 |

| 18 ianuarie 2020 19:00 |

| Boxscore |

| BCMU FC Arges Pitești                            | 80–85 | Dinamo Știința București                        |
| Scorul pe sferturi: 26-14, 27-26, 12-23, 15-22   |       |                                                 |
| Pt: Gajović 18 Rec: Bishop Jr 10 Pase: Rundles 5 |       | Pt: Jeremić, Cane 17 Rec: Barro 8 Pase: Barro 3 |

| 18 ianuarie 2020 19:00 |

| Boxscore |

| SCMU Craiova                                   | 68–75 | CSM CSU Oradea                                 |
| Scorul pe sferturi: 15-21, 17-19, 16-20, 20-15 |       |                                                |
| Pt: Laser 20 Rec: Diculescu 6 Pase: Laser 4    |       | Pt: Marković 17 Rec: Zeković 7 Pase: Zeković 4 |

### Rezultate sezonul regulat - Grupa B

#### Etapa I
| 11 octombrie 2019 18:00 |

| Boxscore |

| CS Municipal Mediaș                            | 96–81 | CSM 2007 Focșani                                 |
| Scorul pe sferturi: 17-21, 22-19, 29-21, 28-20 |       |                                                  |
| Pt: Nicoară 26 Rec: Nicoară 10 Pase: Calotă 7  |       | Pt: Smith 24 Rec: Smith, Popa 6 Pase: Petrișor 6 |

| 11 octombrie 2019 18:00 |

| Boxscore |

| CSM Sighetu Marmației                          | 65–106 | CSM Galați                                                              |
| Scorul pe sferturi: 19-17, 12-39, 16-28, 18-22 |        |                                                                         |
| Pt: Simionca 16 Rec: Colesnikov 9 Pase: Albu 4 |        | Pt: Krivokapić 26 Rec: Bogdanović, Corpodean 7 Pase: Krivokapić, Vlad 5 |

| 12 octombrie 2019 17:00 |

| Boxscore |

| CSM VSK Csikszereda Miercurea Ciuc             | 64–68 | CSM Târgu Jiu                                              |
| Scorul pe sferturi: 21-15, 10-23, 18-14, 15-16 |       |                                                            |
| Pt: Magusar 20 Rec: Lufile 6 Pase: Magusar 5   |       | Pt: Borșa, Andrieș 13 Rec: Djurasović 8 Pase: Djurasović 2 |

| 12 octombrie 2019 18:30 |

| Boxscore |

| CSO Voluntari                                         | 81–57 | ABC Athletic Constanța                                     |
| Scorul pe sferturi: 29-8, 21-10, 22-16, 9-23          |       |                                                            |
| Pt: Borovnjak 16 Rec: Buterlevicius 6 Pase: Popescu 7 |       | Pt: Mainea 19 Rec: Williams, Păun 5 Pase: patru jucători 2 |

#### Etapa a II-a
| 18 octombrie 2019 17:00 |

| Boxscore |

| CSM 2007 Focșani                                         | 76–59 | CSM Târgu Jiu                                        |
| Scorul pe sferturi: 22-20, 19-16, 17-12, 18-11           |       |                                                      |
| Pt: Cornelius 19 Rec: trei jucători 10 Pase: Petrișor 10 |       | Pt: Berca 12 Rec: Djurasović, Borșa 9 Pase: Kilyen 2 |

| 18 octombrie 2019 17:00 |

| Boxscore |

| CS Municipal Mediaș                                | 98–73 | CSM Sighetu Marmației                           |
| Scorul pe sferturi: 26-26, 35-24, 22-10, 15-13     |       |                                                 |
| Pt: Calotă 25 Rec: Barnes, Calotă 9 Pase: Calotă 9 |       | Pt: Solopa 21 Rec: trei jucători 6 Pase: Albu 4 |

| 19 octombrie 2019 17:00 |

| Boxscore |

| ABC Athletic Constanța                               | 68–58 | CSM VSK Csikszereda Miercurea Ciuc                   |
| Scorul pe sferturi: 14-12, 12-12, 18-13, 24-21       |       |                                                      |
| Pt: Kilgore 12 Rec: Bryant 6 Pase: Kilgore, Oprean 4 |       | Pt: Lufile 15 Rec: Lufile 14 Pase: Magusar, Spanja 4 |

| 19 octombrie 2019 18:30 |

| Boxscore |

| CSO Voluntari                                      | 94–85 | CSM Galați                                                  |
| Scorul pe sferturi: 25-15, 16-28, 31-23, 22-19     |       |                                                             |
| Pt: Borovnjak 22 Rec: Borovnjak 8 Pase: Martinić 7 |       | Pt: Krivokapić 24 Rec: Armstrong 7 Pase: Krivokapić, Vlad 4 |

#### Etapa a III-a
| 25 octombrie 2019 20:00 |

| Boxscore |

| CSM Târgu Jiu                                            | 57–66 | ABC Athletic Constanța                      |
| Scorul pe sferturi: 19-16, 15-15, 11-16, 12-19           |       |                                             |
| Pt: Borșa 15 Rec: Djurasović 9 Pase: Borșa, Djurasović 3 |       | Pt: Păun 20 Rec: Kilgore 14 Pase: Kilgore 3 |

| 26 octombrie 2019 17:00 |

| Boxscore |

| CSM VSK Csikszereda Miercurea Ciuc            | 52–86 | CSM Galați                                                             |
| Scorul pe sferturi: 11-21, 19-21, 13-27, 9-17 |       |                                                                        |
| Pt: Movileanu 12 Rec: Lufile 7 Pase: Lufile 2 |       | Pt: Krivokapić 18 Rec: Armstrong, Corpodean 8 Pase: Krivokapić, Vlad 6 |

| 26 octombrie 2019 17:00 |

| Boxscore |

| CSM Sighetu Marmației                           | 66–75 | CSM 2007 Focșani                                  |
| Scorul pe sferturi: 16-16, 16-14, 19-19, 15-26  |       |                                                   |
| Pt: Henderson Jr 26 Rec: Solopa 10 Pase: Albu 5 |       | Pt: Mitchell 38 Rec: Mitchell 14 Pase: Petrișor 5 |

| 26 octombrie 2019 18:30 |

| Boxscore |

| CSO VoluntariCS Municipal Mediaș                            | 85–72 | CS Municipal Mediaș                          |
| Scorul pe sferturi: 15-17, 18-17, 28-21, 24-17              |       |                                              |
| Pt: Martinić, Borovnjak 19 Rec: Borovnjak 9 Pase: Popescu 9 |       | Pt: Nicoară 15 Rec: Barnes 8 Pase: Nikolić 4 |

#### Etapa a IV-a
| 1 noiembrie 2019 17:00 |

| Boxscore |

| CSM 2007 Focșani                              | 61–51 | ABC Athletic Constanța                                  |
| Scorul pe sferturi: 23-17, 13-14, 14-3, 11-17 |       |                                                         |
| Pt: Smith 21 Rec: Smith 18 Pase: Petrișor 4   |       | Pt: Williams 19 Rec: Williams 20 Pase: Bryant, Oprean 2 |

| 1 noiembrie 2019 17:00 |

| Boxscore |

| CS Municipal Mediaș                                 | 100–80 | CSM VSK Csikszereda Miercurea Ciuc          |
| Scorul pe sferturi: 22-20, 25-13, 28-19, 25-28      |        |                                             |
| Pt: Nicoară 19 Rec: Siladi 8 Pase: Calotă, Siladi 4 |        | Pt: Spanja 18 Rec: Spanja 13 Pase: Spanja 5 |

| 1 noiembrie 2019 19:00 |

| Boxscore |

| CSM Galați                                     | 92–70 | CSM Târgu Jiu                              |
| Scorul pe sferturi: 24-13, 19-15, 25-19, 24-23 |       |                                            |
| Pt: Bunton 26 Rec: Negoițescu 9 Pase: Vlad 8   |       | Pt: Roșu 20 Rec: Andrieș 8 Pase: Andrieș 4 |

| 2 noiembrie 2019 17:00 |

| Boxscore |

| CSM Sighetu Marmației                                                  | 81–102 | CSO Voluntari                                      |
| Scorul pe sferturi: 23-27, 22-25, 18-33, 18-17                         |        |                                                    |
| Pt: Henderson Jr, Solopa 22 Rec: Simionca 6 Pase: Henderson Jr, Albu 4 |        | Pt: Martinić 29 Rec: Borovnjak 10 Pase: Martinić 5 |

#### Etapa a V-a
| 7 noiembrie 2019 16:00 |

| Boxscore |

| CSM VSK Csikszereda Miercurea Ciuc              | 83–65 | CSM Sighetu Marmației                           |
| Scorul pe sferturi: 12-10, 20-15, 22-24, 29-16  |       |                                                 |
| Pt: Movileanu 26 Rec: Lufile 23 Pase: Magusar 9 |       | Pt: Simović 20 Rec: Henderson Jr 9 Pase: Albu 5 |

| 8 noiembrie 2019 19:00 |

| Boxscore |

| ABC Athletic Constanța                        | 74–75 | CSM Galați                                                        |
| Scorul pe sferturi: 8-12, 17-18, 19-23, 30-22 |       |                                                                   |
| Pt: Bryant 22 Rec: Williams 10 Pase: Păun 4   |       | Pt: Negoițescu, Corpodean 17 Rec: Negoițescu 8 Pase: Bogdanović 6 |

| 9 noiembrie 2019 18:30 |

| Boxscore |

| CSO Voluntari                                     | 88–72 | CSM 2007 Focșani                              |
| Scorul pe sferturi: 28-25, 19-15, 22-17, 19-15    |       |                                               |
| Pt: Martinić 20 Rec: Borovnjak 11 Pase: Popescu 9 |       | Pt: Smith 15 Rec: Petrișor 8 Pase: Petrișor 7 |

| 9 noiembrie 2019 18:30 |

| Boxscore |

| CSM Târgu Jiu                                        | 80–98 | CS Municipal Mediaș                           |
| Scorul pe sferturi: 24-17, 19-25, 13-30, 24-26       |       |                                               |
| Pt: Kilyen 19 Rec: Borșa 9 Pase: Djurasović, Borșa 5 |       | Pt: Nicoară 27 Rec: Nicoară 7 Pase: Nikolić 6 |

#### Etapa a VI-a
| 15 noiembrie 2019 17:00 |

| Boxscore |

| CSM 2007 Focșani                                                | 59–84 | CSM Galați                                         |
| Scorul pe sferturi: 23-9, 9-23, 22-18, 5-24                     |       |                                                    |
| Pt: Smith 21 Rec: [[[Donovan Smith\|Smith]] 17 Pase: Petrișor 6 |       | Pt: Bunton 21 Rec: Armstrong 10 Pase: Krivokapić 6 |

| 15 noiembrie 2019 18:00 |

| Boxscore |

| CS Municipal Mediaș                            | 93–80 | ABC Athletic Constanța                     |
| Scorul pe sferturi: 31-22, 16-22, 28-13, 18-23 |       |                                            |
| Pt: Nicoară 19 Rec: Nicoară 8 Pase: Calotă 6   |       | Pt: Chițu 18 Rec: Kilgore 7 Pase: Bryant 5 |

| 15 noiembrie 2019 18:30 |

| Boxscore |

| CSO Voluntari                                  | 102–65 | CSM VSK Csikszereda Miercurea Ciuc         |
| Scorul pe sferturi: 21-15, 28-13, 34-20, 19-17 |        |                                            |
| Pt: Bojić 23 Rec: Lazar 6 Pase: Martinić 8     |        | Pt: Lufile 22 Rec: Lufile 5 Pase: Olariu 6 |

| 16 noiembrie 2019 17:00 |

| Boxscore |

| CSM Sighetu Marmației                                   | 84–77 | CSM Târgu Jiu                                             |
| Scorul pe sferturi: 30-21, 16-25, 21-19, 17-12          |       |                                                           |
| Pt: Henderson Jr 24 Rec: Țibîrnă 9 Pase: Henderson Jr 9 |       | Pt: Djurasović, Borșa 18 Rec: Borșa 14 Pase: Djurasović 5 |

#### Etapa a VII-a
| 23 noiembrie 2019 17:00 |

| Boxscore |

| CSM VSK Csikszereda Miercurea Ciuc              | 59–80 | CSM 2007 Focșani                                 |
| Scorul pe sferturi: 7-24, 17-20, 20-17, 15-19   |       |                                                  |
| Pt: Movileanu 10 Rec: Lufile 10 Pase: Magusar 5 |       | Pt: Smith 22 Rec: Simeunovic 13 Pase: Petrișor 8 |

| 15 noiembrie 2019 18:00 |

| Boxscore |

| CSM Galați                                            | 72–85 | CS Municipal Mediaș                          |
| Scorul pe sferturi: 22-21, 13-16, 26-23, 11-25        |       |                                              |
| Pt: Armstrong 16 Rec: Negoițescu 9 Pase: Bogdanović 5 |       | Pt: Gibson 20 Rec: Siladi 12 Pase: Nikolić 7 |

| 23 noiembrie 2019 18:00 |

| Boxscore |

| ABC Athletic Constanța                         | 85–66 | CSM Sighetu Marmației                                   |
| Scorul pe sferturi: 22-13, 19-13, 25-18, 19-22 |       |                                                         |
| Pt: Kilgore 24 Rec: Williams 13 Pase: Mainea 7 |       | Pt: Solopa 19 Rec: Solopa 10 Pase: Henderson Jr, Albu 4 |

| 23 noiembrie 2019 18:30 |

| Boxscore |

| CSM Târgu Jiu                                                    | 64–85 | CSO Voluntari                                       |
| Scorul pe sferturi: 22-19, 12-24, 13-25, 17-17                   |       |                                                     |
| Pt: Djurasović 22 Rec: Djurasović, Curry Jr 9 Pase: Djurasović 6 |       | Pt: Borovnjak 20 Rec: Buterlevicius 4 Pase: Cetin 3 |

#### Etapa a VIII-a
| 25 noiembrie 2019 17:00 |

| Boxscore |

| CSM Galați                                       | 106–80 | CSM Sighetu Marmației                               |
| Scorul pe sferturi: 29-23, 23-25, 35-11, 19-20   |        |                                                     |
| Pt: Negoițescu 24 Rec: Vlad 8 Pase: Krivokapić 7 |        | Pt: Solopa 17 Rec: Harrison 10 Pase: Henderson Jr 6 |

| 30 noiembrie 2019 17:00 |

| Boxscore |

| CSM Târgu Jiu                                                      | 87–73 | CSM VSK Csikszereda Miercurea Ciuc          |
| Scorul pe sferturi: 28-10, 17-23, 20-16, 22-24                     |       |                                             |
| Pt: Andrejević 21 Rec: Andrejević, Djurasović 7 Pase: Djurasović 7 |       | Pt: Lufile 31 Rec: Lufile 9 Pase: Magusar 6 |

| 30 noiembrie 2019 18:00 |

| Boxscore |

| ABC Athletic Constanța                         | 78–85 | CSO Voluntari                                     |
| Scorul pe sferturi: 19-13, 20-21, 15-29, 24-22 |       |                                                   |
| Pt: Kilgore 18 Rec: Williams 9 Pase: Oprean 4  |       | Pt: Martinić 25 Rec: Borovnjak 8 Pase: Martinić 6 |

| 2 decembrie 2019 17:0 |

| Boxscore |

| CSM 2007 Focșani                                           | 70–49 | CS Municipal Mediaș                           |
| Scorul pe sferturi: 25-16, 18-14, 11-10, 16-9              |       |                                               |
| Pt: Smith 22 Rec: Simeunović 16 Pase: Petrișor, Mitchell 5 |       | Pt: Gibson 14 Rec: Nicoară 14 Pase: Nikolić 4 |

#### Etapa a IX-a
| 6 decembrie 2019 18:30 |

| Boxscore |

| CSM Târgu Jiu                                           | 89–77 | CSM 2007 Focșani                               |
| Scorul pe sferturi: 28-24, 22-21, 19-20, 20-12          |       |                                                |
| Pt: Andrejević 31 Rec: Djurasović 10 Pase: Djurasović 8 |       | Pt: Cornelius 19 Rec: Smith 9 Pase: Petrișor 8 |

| 7 decembrie 2019 17:00 |

| Boxscore |

| CSM VSK Csikszereda Miercurea Ciuc            | 65–58 | ABC Athletic Constanța                        |
| Scorul pe sferturi: 9-12, 15-14, 18-13, 23-19 |       |                                               |
| Pt: Lufile 19 Rec: Magusar 8 Pase: Lufile 4   |       | Pt: Bryant 13 Rec: Williams 10 Pase: Mainea 4 |

| 8 decembrie 2019 17:00 |

| Boxscore |

| CSM Sighetu Marmației                                      | 67–83 | CS Municipal Mediaș                           |
| Scorul pe sferturi: 19-20, 22-20, 13-28, 13-15             |       |                                               |
| Pt: Harrison 20 Rec: Harrison 7 Pase: Henderson Jr, Albu 6 |       | Pt: Nicoară 24 Rec: Nicoară 11 Pase: Calotă 9 |

| 10 decembrie 2019 19:00 |

| Boxscore |

| CSM Galați                                           | 83–78 | CSO Voluntari                                     |
| Scorul pe sferturi: 18-16, 19-26, 22-13, 24-23       |       |                                                   |
| Pt: Armstrong 22 Rec: Corpodean 9 Pase: Krivokapić 6 |       | Pt: Martinić 19 Rec: Borovnjak 7 Pase: Martinić 7 |

#### Etapa a X-a
| 13 decembrie 2019 18:30 |

| Boxscore |

| CSM 2007 Focșani | 0–20 | CSM Sighetu Marmației |

| 14 decembrie 2019 18:00 |

| Boxscore |

| ABC Athletic Constanța                         | 68–67 | CSM Târgu Jiu                                |
| Scorul pe sferturi: 16-24, 19-18, 18-10, 15-15 |       |                                              |
| Pt: Kilgore 18 Rec: Williams 11 Pase: Bryant 8 |       | Pt: Andrejević 21 Rec: Borșa 6 Pase: Berca 5 |

| 14 decembrie 2019 18:00 |

| Boxscore |

| CS Municipal Mediaș                            | 83–85 | CSO Voluntari                                           |
| Scorul pe sferturi: 19-30, 27-14, 19-26, 18-15 |       |                                                         |
| Pt: Harding 16 Rec: Nicoară 11 Pase: Nikolić 9 |       | Pt: Borovnjak 25 Rec: Borovnjak 9 Pase: trei jucători 4 |

| 14 decembrie 2019 19:00 |

| Boxscore |

| CSM Galați                                      | 95–77 | CSM VSK Csikszereda Miercurea Ciuc       |
| Scorul pe sferturi: 38-18, 14-22, 24-11, 19-26  |       |                                          |
| Pt: Armstrong 22 Rec: Corpodean 10 Pase: Vlad 5 |       | Pt: Ryan 20 Rec: Lufile 9 Pase: Olariu 3 |

#### Etapa a XI-a
| 20 decembrie 2019 18:30 |

| Boxscore |

| ABC Athletic Constanța                         | 65–61 | CSM 2007 Focșani                                 |
| Scorul pe sferturi: 9-11, 29-17, 14-17, 13-16  |       |                                                  |
| Pt: Bryant 14 Rec: Williams 17 Pase: Kilgore 4 |       | Pt: Smith 20 Rec: Smith 13 Pase: trei jucători 4 |

| 21 decembrie 2019 17:00 |

| Boxscore |

| CSM VSK Csikszereda Miercurea Ciuc             | 82–87 | CS Municipal Mediaș                            |
| Scorul pe sferturi: 26-21, 14-29, 20-12, 22-25 |       |                                                |
| Pt: Diawara 29 Rec: Diawara 11 Pase: Diawara 6 |       | Pt: Nicoară 23 Rec: Nicoară 13 Pase: Calotă 12 |

| 21 decembrie 2019 17:00 |

| Boxscore |

| CSO Voluntari                                 | 110–47 | CSM Sighetu Marmației                                 |
| Scorul pe sferturi: 37-16, 30-16, 29-13, 14-2 |        |                                                       |
| Pt: Bojić 22 Rec: Lazar 7 Pase: Borovnjak 7   |        | Pt: Harrison 14 Rec: Harrison 11 Pase: Henderson Jr 4 |

| 21 decembrie 2019 20:00 |

| Boxscore |

| CSM Târgu Jiu                                     | 73–101 | CSM Galați                                                    |
| Scorul pe sferturi: 21-17, 19-26, 21-31, 12-27    |        |                                                               |
| Pt: Borșa 22 Rec: Djurasović 9 Pase: Djurasović 5 |        | Pt: Krivokapić 24 Rec: Krivokapić, Armstrong 8 Pase: Bunton 4 |

#### Etapa a XII-a
| 4 ianuarie 2020 17:00 |

| Boxscore |

| CSM 2007 Focșani                                 | 68–88 | CSO Voluntari                                      |
| Scorul pe sferturi: 7-19, 16-23, 27-27, 18-19    |       |                                                    |
| Pt: Smith 16 Rec: [Dejan Bjelić Pase: Petrișor 6 |       | Pt: Martinić 24 Rec: Borovnjak 10 Pase: Martinić 6 |

| 4 ianuarie 2020 17:00 |

| Boxscore |

| CSM Galați                                             | 76–64 | ABC Athletic Constanța                         |
| Scorul pe sferturi: 20-16, 21-17, 17-19, 18-12         |       |                                                |
| Pt: Krivokapić 24 Rec: Corpodean 10 Pase: Krivokapić 8 |       | Pt: Kilgore 18 Rec: Williams 12 Pase: Mainea 6 |

| 4 ianuarie 2020 18:00 |

| Boxscore |

| CS Municipal Mediaș                            | 99–79 | CSM Târgu Jiu                                            |
| Scorul pe sferturi: 27-20, 20-16, 29-19, 23-24 |       |                                                          |
| Pt: Harding 19 Rec: Nicoară 9 Pase: Nikolić 7  |       | Pt: Kilyen, Roșu 16 Rec: Berculescu 7 Pase: Berculescu 7 |

| 6 ianuarie 2020 17:00 |

| Boxscore |

| CSM Sighetu Marmației                              | 78–85 | CSM VSK Csikszereda Miercurea Ciuc            |
| Scorul pe sferturi: 23-11, 20-19, 14-27, 21-28     |       |                                               |
| Pt: Solopa 27 Rec: Țibîrnă 14 Pase: Henderson Jr 7 |       | Pt: Diawara 26 Rec: Lufile 11 Pase: Magusar 7 |

#### Etapa a XIII-a
| 11 ianuarie 2020 17:00 |

| Boxscore |

| CSM VSK Csikszereda Miercurea Ciuc             | 70–90 | CSO Voluntari                               |
| Scorul pe sferturi: 17-25, 16-26, 14-29, 23-10 |       |                                             |
| Pt: Diawara 25 Rec: Diawara 9 Pase: Diawara 7  |       | Pt: Bojić 26 Rec: Lazar 17 Pase: Popescu 10 |

| 11 ianuarie 2020 17:00 |

| Boxscore |

| ABC Athletic Constanța                         | 76–64 | CS Municipal Mediaș                           |
| Scorul pe sferturi: 17-14, 10-27, 23-24, 14-23 |       |                                               |
| Pt: Kilgore 19 Rec: Williams 15 Pase: Bryant 3 |       | Pt: Nicoară 21 Rec: Nicoară 13 Pase: Calotă 6 |

| 11 ianuarie 2020 18:00 |

| Boxscore |

| CSM Galați                                           | 99–94 | CSM 2007 Focșani                                |
| Scorul pe sferturi: 23-25, 20-27, 25-17, 31-25       |       |                                                 |
| Pt: Corpodean 23 Rec: Corpodean 5 Pase: Krivokapić 6 |       | Pt: Smith 23 Rec: Simeunović 9 Pase: Petrișor 7 |

| 13 ianuarie 2020 17:00 |

| Boxscore |

| CSM Târgu Jiu                                    | 93–77 | CSM Sighetu Marmației                               |
| Scorul pe sferturi: 18-21, 31-21, 25-16, 19-19   |       |                                                     |
| Pt: Borșa 21 Rec: Borșa 13 Pase: trei jucători 4 |       | Pt: Harrison 25 Rec: Solopa 9 Pase: trei jucători 2 |

#### Etapa a XIV-a
| 17 ianuarie 2020 18:00 |

| Boxscore |

| CSM Sighetu Marmației                           | 86–84 | ABC Athletic Constanța                          |
| Scorul pe sferturi: 24-14, 17-25, 20-21, 25-24  |       |                                                 |
| Pt: Solopa 24 Rec: Bermudez 11 Pase: Bermudez 5 |       | Pt: Păun 22 Rec: Kilgore 9 Pase: Oprean, Păun 5 |

| 18 ianuarie 2020 17:00 |

| Boxscore |

| CSO Voluntari                                  | 95–90 | CSM Târgu Jiu                               |
| Scorul pe sferturi: 27-22, 29-21, 20-21, 19-25 |       |                                             |
| Pt: Bojić 21 Rec: Martinić 8 Pase: Kemp 7      |       | Pt: Mc Clain 26 Rec: Borșa 14 Pase: Berca 6 |

| 18 ianuarie 2020 17:00 |

| Boxscore |

| CSM 2007 Focșani                               | 96–85 | CSM VSK Csikszereda Miercurea Ciuc                     |
| Scorul pe sferturi: 32-16, 24-16, 25-26, 18-27 |       |                                                        |
| Pt: Mitchell 26 Rec: Smith 9 Pase: Petrișor 8  |       | Pt: Diawara 27 Rec: Ryan 6 Pase: Movileanu, Medgyesy 3 |

| 18 ianuarie 2020 17:00 |

| Boxscore |

| CS Municipal Mediaș                            | 86–77 | CSM Galați                                         |
| Scorul pe sferturi: 17-18, 22-22, 26-16, 21-21 |       |                                                    |
| Pt: Nicoară 27 Rec: Siladi 14 Pase: Nikolić 5  |       | Pt: Corpodean 19 Rec: Tawiah 10 Pase: Krivokapić 6 |

## Clasamente grupe - faza a II-a

### Clasament Grupa Roșie
| Poz. | Echipa                        | J  | V  | Î  | P  | PM   | PP   | DC   | MPM  | MPP  |
| ---- | ----------------------------- | -- | -- | -- | -- | ---- | ---- | ---- | ---- | ---- |
| 1    | U-BT Cluj-Napoca              | 18 | 15 | 3  | 33 | 1593 | 1444 | +149 | 88,5 | 80,2 |
| 2    | CSM CSU Oradea                | 18 | 15 | 3  | 33 | 1514 | 1272 | +242 | 84,1 | 70,7 |
| 3    | BC CSU Sibiu                  | 19 | 12 | 7  | 31 | 1487 | 1477 | +10  | 78,3 | 77,7 |
| 4    | Dinamo Știința București      | 19 | 8  | 11 | 27 | 1554 | 1573 | -19  | 81,8 | 82,8 |
| 5    | Steaua CSM Eximbank București | 18 | 7  | 11 | 25 | 1454 | 1551 | -97  | 80,8 | 86,2 |
| 6    | SCM Timișoara                 | 18 | 5  | 13 | 23 | 1409 | 1531 | -122 | 78,3 | 85,1 |

Legendă:
J = meciuri jucate;
V = victorii;
Î = înfrângeri;
P = puncte;
PM = puncte marcate;
PP = puncte primite;
DC = diferență coșaveraj;
MPM = media punctelor marcate/meci;
MPP = media punctelor primite/meci

### Clasament Grupa Galbenă
| Poz. | Echipa                | J | V | Î | P  | PM  | PP  | DC   | MPM  | MPP  |
| ---- | --------------------- | - | - | - | -- | --- | --- | ---- | ---- | ---- |
| 1    | BCMU FC Arges Pitești | 5 | 5 | 0 | 10 | 448 | 390 | +58  | 89,6 | 78,0 |
| 2    | SCMU Craiova          | 5 | 4 | 1 | 9  | 445 | 373 | +72  | 89,0 | 74,6 |
| 3    | CSO Voluntari         | 5 | 3 | 2 | 8  | 417 | 383 | +34  | 83,4 | 76,6 |
| 4    | CSM Galati            | 5 | 2 | 3 | 7  | 395 | 404 | -9   | 79,0 | 80,8 |
| 5    | CS Municipal Mediaș   | 5 | 1 | 4 | 6  | 412 | 459 | -47  | 82,4 | 91,8 |
| 6    | CSM 2007 Focșani      | 5 | 0 | 5 | 5  | 349 | 457 | -108 | 69,8 | 91,4 |

Legendă:
J = meciuri jucate;
V = victorii;
Î = înfrângeri;
P = puncte;
PM = puncte marcate;
PP = puncte primite;
DC = diferență coșaveraj;
MPM = media punctelor marcate/meci;
MPP = media punctelor primite/meci

## Rezultate sezonul regulat - Faza a II-a

### Rezultate sezonul regulat - Grupa Roșie

#### Etapa a XV-a
| 25 ianuarie 2020 17:00 |

| Boxscore |

| CS SCM Timișoara                                           | 61–83 | CSM CSU Oradea                                          |
| Scorul pe sferturi: 21-23, 8-17, 12-25, 20-18              |       |                                                         |
| Pt: Komatina 19 Rec: Komatina, Brown 6 Pase: Franklin Jr 5 |       | Pt: Baciu 15 Rec: Marković 7 Pase: Barnette, Marković 4 |

| 25 ianuarie 2020 20:30 |

| Boxscore |

| Dinamo Știința București                         | 82–84 | U-BT Cluj-Napoca                               |
| Scorul pe sferturi: 21-28, 22-21, 20-17, 19-18   |       |                                                |
| Pt: Milutinović 20 Rec: Gugino 4 Pase: Masters 8 |       | Pt: Tarolis 24 Rec: Planinić 8 Pase: Johnson 5 |

| 27 ianuarie 2020 18:00 |

| Boxscore |

| BC CSU Sibiu                                              | 95–75 | Steaua CSM Eximbank București                    |
| Scorul pe sferturi: 27-16, 16-21, 28-19, 24-19            |       |                                                  |
| Pt: Philmore 18 Rec: Williams 13 Pase: Jordan, Philmore 5 |       | Pt: Jovanović 20 Rec: Clanton 11 Pase: Clanton 4 |

#### Etapa a XVI-a
| 1 februarie 2020 19:00 |

| Boxscore |

| U-BT Cluj-Napoca                                                    | 90–98 | BC CSU Sibiu                                           |
| Scorul pe sferturi: 19-18, 14-26, 26-29, 31-25                      |       |                                                        |
| Pt: Tarolis, Richard II 17 Rec: Tarolis, Planinić 5 Pase: Johnson 4 |       | Pt: Chatman 31 Rec: Williams 9 Pase: Tohătan, Jordan 5 |

| 1 februarie 2020 20:30 |

| Boxscore |

| CSM CSU Oradea                                            | 73–69 | Dinamo Știința București                         |
| Scorul pe sferturi: 12-21, 18-9, 23-27, 20-12             |       |                                                  |
| Pt: Zeković 17 Rec: Zeković, Broussard 6 Pase: Marković 4 |       | Pt: Milutinović 18 Rec: Gugino 8 Pase: Masters 5 |

| 3 februarie 2020 19:00 |

| Boxscore |

| Steaua CSM Eximbank București                            | 100–82 | CS SCM Timișoara                                         |
| Scorul pe sferturi: 30-26, 26-22, 19-9, 25-25            |        |                                                          |
| Pt: Vîrna 26 Rec: Clanton 12 Pase: Jovanović, Vragović 6 |        | Pt: Franklin Jr 20 Rec: Gorgemans 11 Pase: Franklin Jr 5 |

#### Etapa a XVII-a
| 5 februarie 2020 16:45 |

| Boxscore |

| Dinamo Știința București                       | 79–78 | BC CSU Sibiu                                   |
| Scorul pe sferturi: 13-16, 29-27, 15-12, 22-23 |       |                                                |
| Pt: Jeremić 23 Rec: Barro 6 Pase: Cane 7       |       | Pt: Philmore 22 Rec: Philmore 9 Pase: Jordan 6 |

| 2020 : |

| Boxscore |

| Steaua CSM Eximbank București  | vs. | CSM CSU Oradea |
| Scorul pe sferturi: -, -, -, - |     |                |

| 2020 : |

| Boxscore |

| CS SCM Timișoara               | vs. | U-BT Cluj-Napoca |
| Scorul pe sferturi: -, -, -, - |     |                  |

#### Etapa a XVIII-a
| 29 februarie 2020 19:00 |

| Boxscore |

| U-BT Cluj-Napoca                              | 96–69 | Steaua CSM Eximbank București                 |
| Scorul pe sferturi: 19-24, 30-8, 26-21, 21-16 |       |                                               |
| Pt: Peak Jr 17 Rec: Zganeć 16 Pase: Johnson 5 |       | Pt: Vîrna 18 Rec: Clanton 8 Pase: Jovanović 6 |

| 2 martie 2020 18:00 |

| Boxscore |

| CS SCM Timișoara                                  | 87–91 | Dinamo Știința București                        |
| Scorul pe sferturi: 23-26, 16-25, 26-17, 22-23    |       |                                                 |
| Pt: Franklin Jr 19 Rec: Brown 5 Pase: Pesaković 7 |       | Pt: Barro 19 Rec: Barro 8 Pase: trei jucători 3 |

| 3 martie 2020 19:00 |

| Boxscore |

| CSM CSU Oradea                                 | 75–60 | BC CSU Sibiu                                                 |
| Scorul pe sferturi: 18-27, 27-10, 19-8, 11-15  |       |                                                              |
| Pt: Broussard 16 Rec: Valeika 9 Pase: Watson 6 |       | Pt: Stewart 13 Rec: Falker, Gordon 8 Pase: Stewart, Jordan 3 |

#### Etapa a XIX-a
| 7 martie 2020 17:45 |

| Boxscore |

| U-BT Cluj-Napoca                                 | 89–88 | CSM CSU Oradea                                        |
| Scorul pe sferturi: 26-27, 27-18, 20-18, 16-25   |       |                                                       |
| Pt: Tarolis 24 Rec: Peak Jr 8 Pase: Richard II 7 |       | Pt: Richard 22 Rec: Broussard 9 Pase: trei jucători 3 |

| 8 martie 2020 18:00 |

| Boxscore |

| CS SCM Timișoara                              | 61–71 | BC CSU Sibiu                                |
| Scorul pe sferturi: 19-17, 16-20, 19-15, 7-19 |       |                                             |
| Pt: Brown 24 Rec: Lazar 8 Pase: Franklin Jr 6 |       | Pt: Falker 28 Rec: Falker 11 Pase: Jordan 4 |

| 9 martie 2020 19:00 |

| Boxscore |

| Steaua CSM Eximbank București                  | 76–83 | Dinamo Știința București                        |
| Scorul pe sferturi: 21-24, 8-16, 27-17, 24-26  |       |                                                 |
| Pt: Vîrna 19 Rec: Clanton 15 Pase: Jovanović 6 |       | Pt: Cane 19 Rec: Milutinović 6 Pase: Masters 10 |